# Tumulus (bier)
Tumulus is een Belgisch biermerk. Het wordt gebrouwen door De Proefbrouwerij voor De Kale Ridders uit Landen.

## Geschiedenis
Bart Landuyt, bio-ingenieur en doctor in de medische wetenschappen, en Bart Liesenborghs, regent tuinbouwschool, begonnen in 2007 te experimenteren met eigen bierbrouwsels. Na heel wat proberen en proeven met behulp van vrienden, kwam de vraag naar commercialisering. De bierrecepten werden geoptimaliseerd in een eigen kleine brouwinstallatie en samen met nog drie andere zaakvoerderd werd de bvba De Kale Ridders opgericht. Het in productie brengen vereiste een schaalvergroting. Daarom werd een samenwerking aangegaan met De Proefbrouwerij. In samenwerking met professor Verstrepen van de Katholieke Universiteit Leuven werd een supergist ontwikkeld, speciaal voor het bier. De bieren kregen de naam Tumulus, verwijzend naar de typische tumuli in Haspengouw, de streek waartoe Landen behoort.

## De bieren
Momenteel zijn er vier soorten Tumulus-bier op de markt.
- Tumulus Aura, is een blond bier met een alcoholpercentage van 5,5%.
- Tumulus Magna, is een amberkleurige tripel met een alcoholpercentage van 9%.
- Tumulus Amara is een amberkleurig bier met een alcoholpercentage van 6%.
- Tumulus Nera is een donker bier van het type stout met een alcoholpercentage van 8%.